# Grzegorz Grzegorek

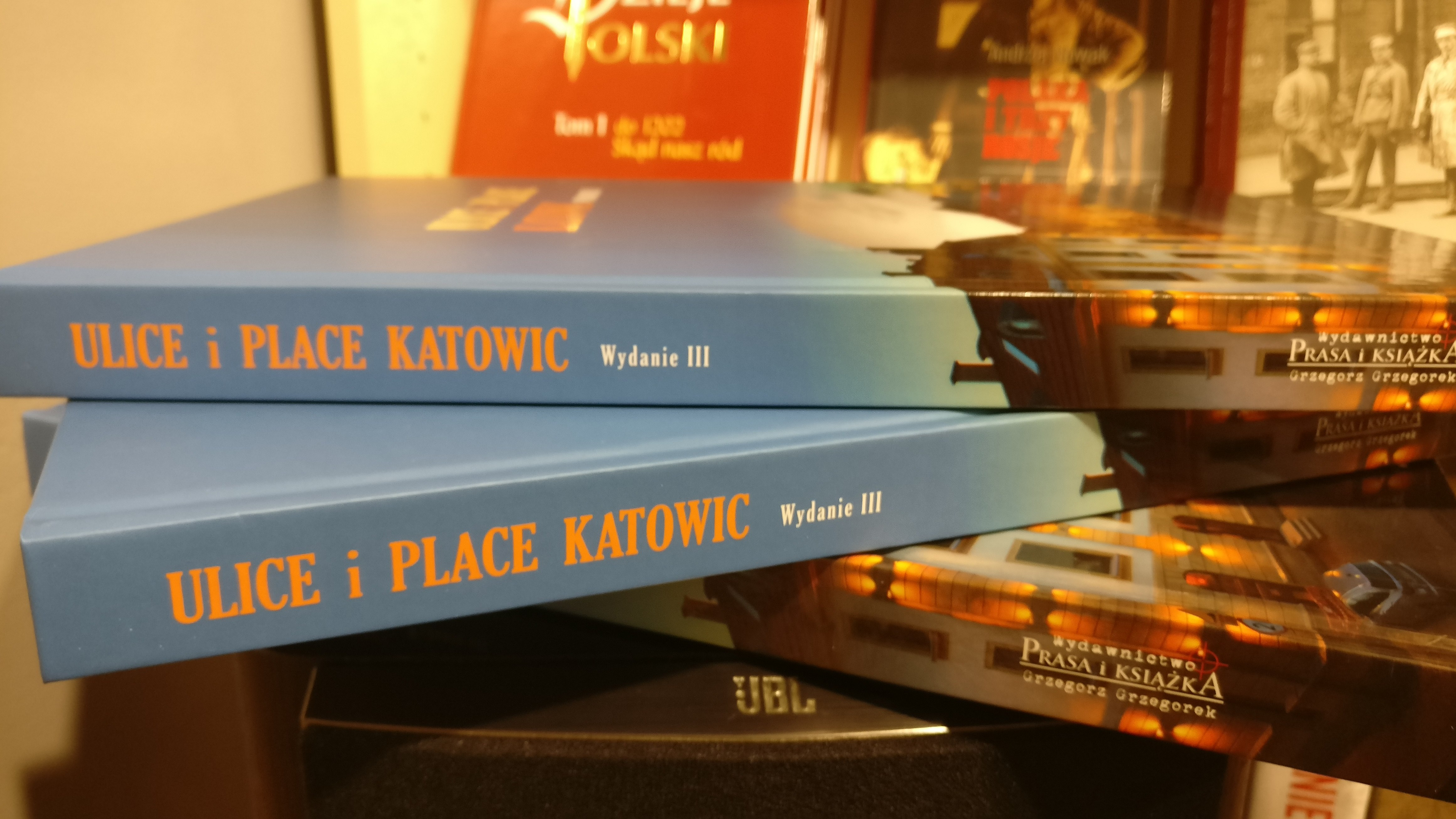
Rant książki „Ulice i place Katowic - wydanie III” (Katowice 2018)

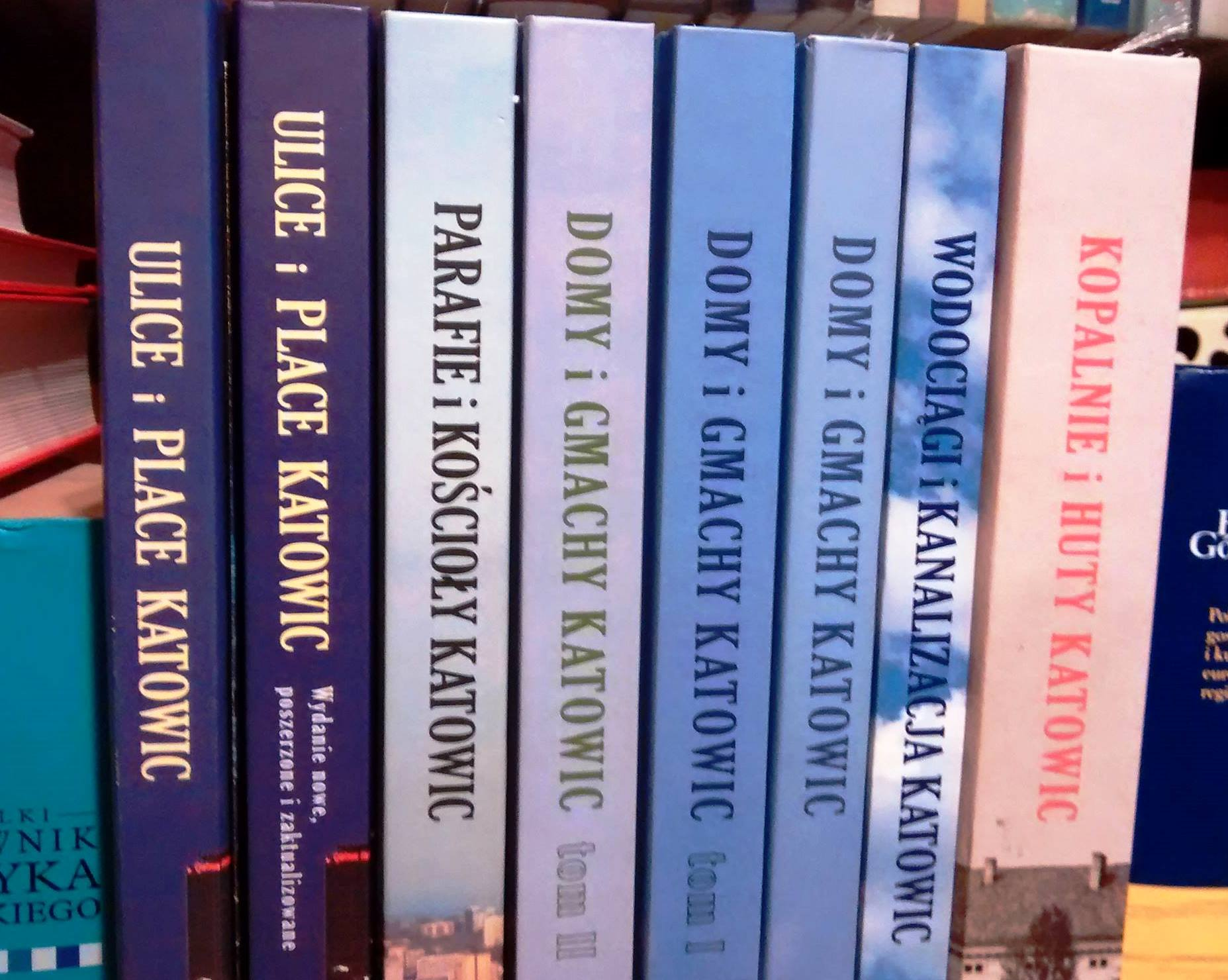
Ranty książek wydawanych przez wydawnictwo „Prasa i Książka”

Grzegorz Grzegorek (ur. 11 marca 1956 w Katowicach) – polski dziennikarz, redaktor i wydawca, samorządowiec.

## Życiorys
Syn Stanisława i Elżbiety z domu Adamskiej. Uczęszczał do szkoły podstawowej nr 57 w Katowicach Koszutce, w roku 1976 ukończył Technikum Elektromechaniczne w Dąbrówce Małej, specjalność Elektroniczne Maszyny Cyfrowe – programowanie, a następnie w roku 1981 Wydział Nauk Społecznych Uniwersytetu Śląskiego, specjalność politologia.
W czasie studiów był członkiem zarządu Dyskusyjnego Klubu Filmowego „Kino-oko”, którego w latach 1978–1980 był prezesem.
W latach 80. XX wieku pracował między innymi w czasopismach „Solidarność Jastrzębie” oraz „Katolik”. Do 1986 roku redagował „Biuletyn pedagogiczny”. Następnie pracował w kopalni Katowice, w której prowadził Centrum Kultury Domów Górnika. Po 1989 roku zaangażował się w działalność samorządową. Był radnym Katowic z listy Unii Wolności w kadencji 1994–1998.
Po roku 1989 tworzył niezależne tytuły: „Kurier Bogucicki” (1990) oraz „Nowe Życie Katowic” (tygodnik ukazujący się w 1997), redagował prasę samorządową. W latach 1993–1996 był redaktorem naczelnym „Wiadomości Rudzkich”, a w 1998–1999 sprawował tę samą funkcję w redakcji „Gazety Powszechnej Gliwice”. W okresie 2000–2002 był dyrektorem oddziału w Chorzowie i redaktorem odpowiedzialnym „Dziennika Zachodniego". W latach późniejszych współpracował z Radiem Katowice.
Doświadczenie redakcyjne i samorządowe wykorzystywał następnie przy działaniach PR we współpracy z jednostkami samorządu terytorialnego i innymi (Górnośląska Spółka Leasingowa, RPWiK w Chorzowie, Zakład Usług Komunalnych w Bytomiu, Ch-ŚPWiK, CHCPiO, Aqua-Sprint).
W 1997 roku założył Agencję Specjalistyczną Prasa i Książka, która początkowo skupiała się na prowadzeniu działalności reklamowej w mediach. Agencja stopniowo ewoluowała w stronę wydawnictwa książkowego. Od 2005 roku w ramach prowadzonej przez siebie agencji tworzy książki, które wydaje samodzielnie, oraz przygotowuje publikacje na zlecenie innych wydawców. Jest wydawcą, redaktorem, autorem i współautorem wielu książek o Górnym Śląsku. Od roku 2008 wydawane przez Agencję książki ukazują się pod marką Wydawnictwo Prasa i Książka Grzegorz Grzegorek.
Debiutem autorskim była monografia „Lipiny. Zarys dziejów osady, gminy, dzielnicy 1802–2002”. Napisał, opracował i zredagował kilkanaście pozycji, m.in. monografie Chorzowskiej Spółdzielni Mieszkaniowej, Energoaparatury, SM „Górnik” w Jaworznie, albumy „Bieruń 2011” oraz „Chorzów – zabytki”.
W 2009 rozpoczął od „Encyklopedii Chorzowa” wydawanie serii Małych Encyklopedii Małych Ojczyzn. W roku następnym ukazała się „Encyklopedia Powiatu Bieruńsko-Lędzińskiego”, w kolejnym „Encyklopedia Piekar Śląskich”. Mimo sukcesu czytelniczego, wobec kłopotów z dystrybucją (sukcesywna likwidacja lokalnych księgarń), seria przestała się ukazywać.
Jego opus magnum jest, określony przez Michała Smolorza „pierwszym uczciwym podręcznikiem historii miasta”, wydawany od roku 2012 cykl albumów poświęconych Katowicom, których jest redaktorem oraz w znacznej części autorem tekstów. Ukazały się następujące tomy:
- Grzegorz Grzegorek, abp Wiktor Skworc (wstęp): Parafie i kościoły Katowic. Piotr Tabaczyński (zdjęcia). Katowice: Wydawnictwo Prasa i Książka Grzegorz Grzegorek, 2014. ISBN 978-83-63780-06-7. OCLC 907102537. Brak numerów stron w książce[13]
- Michał Bulsa[14], Henryk Waniek (wstęp): Ulice i place Katowic. Piotr Tabaczyński (zdjęcia), Grzegorz Grzegorek (red). Wyd. 2. zm., poszerz., popr., zaktualizowane. Katowice: Wydawnictwo Prasa i Książka Grzegorz Grzegorek, 2015. ISBN 978-83-63780-10-4. OCLC 922220544. Brak numerów stron w książce[15]
- Michał Bulsa: Domy i gmachy Katowic. T. 1. Grzegorz Grzegorek (red), Piotr Tabaczyński (zdjęcia). Wyd. 2. zaktualizowane. Katowice: Wydawnictwo Prasa i Książka Grzegorz Grzegorek, 2015. ISBN 978-83-63780-15-9. OCLC 939907735. Brak numerów stron w książce[16]
- Michał Bulsa, Beata Witaszczyk, Henryk Waniek (wstęp): Domy i gmachy Katowic. T. 2. Piotr Tabaczyński (zdjęcia). Katowice: Wydawnictwo Prasa i Książka Grzegorz Grzegorek, 2016. ISBN 978-83-63780-15-9. OCLC 971436448. Brak numerów stron w książce[17]
- Jan Psiuk, Przemysław Nadolski, Leszek Jodliński (wstęp): Wodociągi i kanalizacja Katowic. Beata Witaszczyk (zdjęcia). Katowice: Wydawnictwo Prasa i Książka Grzegorz Grzegorek, 2016. ISBN 978-83-63780-08-1. OCLC 956558449. Brak numerów stron w książce[18]
- Adam Frużyński, Piotr Rygus, Leszek Jodliński (wstęp): Kopalnie i huty Katowic. Katowice: Wydawnictwo Prasa i Książka Grzegorz Grzegorek, 2017. ISBN 978-83-63780-23-4. OCLC 1020447396. Brak numerów stron w książce[19]
- Michał Bulsa: Ulice i place Katowic (wyd. 3). Piotr Tabaczyński (zdjęcia), Grzegorz Grzegorek (red). Wyd. 3. zm., poszerz., popr., zaktualizowane. Katowice: Wydawnictwo Prasa i Książka Grzegorz Grzegorek, 2018. Brak numerów stron w książce[20]

Aktywnie zajmuje się również popularyzacją historii architektury i życia Katowic.